# 松本隆信
松本 隆信（まつもと りゅうしん、1926年3月11日 - 1993年2月16日）は、日本の国文学者、書誌学者、慶應義塾大学名誉教授。

## 人物・来歴
東京市麻布区（現・東京都港区元麻布）生まれ。1943年に慶應義塾普通部（旧制）修了、1948年に慶應義塾大学文学部文学科（国文学専攻）卒業。
1959年に同大学専任講師、1961年に同大学附属研究所斯道文庫専任講師、1965年に助教授、1974年に教授。1975年に「中世における本地物の研究」で文学博士。1982年から1987年まで斯道文庫長、1988年に定年退任、名誉教授。1989年に『室町時代物語大成』の編纂で角川源義賞受賞。
1993年、肺炎のため死去。

## 著書
- 『室町時代物語類現存本簡明目録』井上書房〈慶応義塾大学斯道文庫書誌叢刊之二〉、1962年。
  - 『増訂 室町時代物語類現存本簡明目録』三省堂〈御伽草子の世界〉、1982年8月、51-136頁。
- 『中世庶民文学 物語草子のゆくへ』汲古書院、1989年5月。
- 『中世における本地物の研究』汲古書院、1996年1月。

### 編纂
- 『室町時代物語 第5』横山重共編 古典文庫 1961
- 『室町物語集成 : 影印 第1輯』汲古書院、1970年。
- 『室町物語集成 : 影印 第2輯』汲古書院、1970年。
- 『室町物語集成 : 影印 第3輯』汲古書院、1970年。
- 『室町物語集成 : 影印 第4輯』汲古書院、1970年。
- 『室町物語集成 : 影印 第5輯』汲古書院、1970年。
- 『御伽草子集』(新潮日本古典集成) 1980.1
- 『室町時代物語大成 全13巻』（横山重 共編）角川書店。
  - 『室町時代物語大成 第1 (あーあみ)』1973年1月。
  - 『室町時代物語大成 第2 (あめーうり)』1974年2月。
  - 『室町時代物語大成 第3 (えしーきさ)』1975年1月。
  - 『室町時代物語大成 第4 (きそーこお)』1976年3月。
  - 『室町時代物語大成 第5 (こお～さく)』1977年3月。
  - 『室町時代物語大成 第6 (さけ～しみ)』1978年3月。
  - 『室町時代物語大成 第7 (しみ～すす)』1979年2月。
  - 『室町時代物語大成 第8 (すみ～たま)』1980年3月。
  - 『室町時代物語大成 第9 (たま～てん)』1981年2月。
  - 『室町時代物語大成 第10 (てん～はも)』1982年2月。
  - 『室町時代物語大成 第11 (ひおーふん)』1983年2月。
  - 『室町時代物語大成 第12 (ふん～みし)』1984年2月。
  - 『室町時代物語大成 第13 (みな～わか)』1985年2月。
- 『室町時代物語大成 補遺』1・2、角川書店
  - 『室町時代物語大成 補遺 1 (あい～しく)』1987年2月。
  - 『室町時代物語大成 補遺 2 (しそ～りあ)』1988年2月。

## 年譜
- 松本隆信名誉教授年譜并著作目録 (松本隆信名誉教授追悼記念)